# 小行星2594
小行星2594（2594 Acamas）是一颗围绕太阳公转的小行星。1978年10月4日，查爾斯·科瓦爾在帕洛马山发现了此天体。
該小行星以希臘神話的人物阿卡馬斯命名。 
这颗小行星的绝对星等为280.27088等。